# 横須賀功光
横須賀 功光（よこすか のりあき、1937年11月26日 - 2003年1月14日）は、日本の写真家。
神奈川県横浜市生まれ。日本大学芸術学部写真学科卒業。
大学在学中から資生堂の社内報『ハウスオーガン』の仕事に就く。
1983年、日本人初のイタリアンヴォーグ、ドイツヴォーグ、フレンチヴォーグのフリーランススタッフカメラマンとなる。
前田美波里、山口小夜子、宮沢りえなどの資生堂ポスターを撮影。

## 主な受賞歴
- 1963年、第7回日本写真批評家協会新人賞、日本写真協会新人賞。
- 1964年、東京ADC賞金賞 - 資生堂の一連のデザイン活動に対して。
- 1982年、第13回講談社出版文化賞 - 「山口小夜子」ほか一連のファッション写真
- 1989年、第14回伊奈信男賞。

## 主な写真集
- 『射』1972年、中央公論社
- 『ザ・グッド＝バッドガール』1982年1月、講談社
- 『小夜子』1984年9月23日、文化出版局
- 『子連れ狼 その小さき手に ― 田村正和写真集』1992年12月、集英社
- 『木村拓哉』1996年12月、川島インターナショナル
- 『小田エリカ』1999年3月、新潮社